# 梅謙次郎
梅 謙次郎（、1860年7月24日（万延元年6月7日） - 1910年（明治43年）8月25日）は、日本の法学者、教育者。学位は、法学博士。帝国大学法科大学（現東京大学法学部）教授、東京帝国大学法科大学長、内閣法制局長官、文部省総務長官等を歴任。法典調査会民法起草委員・商法起草委員。和仏法律学校（現・法政大学）学監・校長、法政大学初代総理。勲一等瑞宝章受章。富井政章、穂積陳重とともに民法を、田部芳、岡野敬次郎とともに商法を立案起草した。弟子に川名兼四郎など。

## 経歴・人物
松江藩（現･島根県松江市）で藩医・梅薫の次男として生まれた。6歳にして大学 (書物)・中庸を暗唱し、「梅家の小坊さんは日朗様の再来だ」と称賛された。病弱ながらも意思強固で議論に強く、12歳にして藩主の前で日本外史を講じて褒章を受けるなど、幼少より非常な秀才ぶりを発揮した。
東京外国語学校（現東京外国語大学）仏語科を首席卒業後、司法省法学校でフランス法を学び、入学当初から首席を占め、病気で卒業試験は未受験にもかかわらず、平常点だけで首席卒業。指導教官はジョルジュ・アペール。なお司法省法学校二期生の入学試験には当初不合格になっており、この時の次席合格原敬（後の首相）が陸羯南らとともに学校経営上の紛争に巻き込まれ中退し（賄征伐）、欠員が生じたことで転学への途が拓けている。
文部省の国費留学生としてフランス留学を命じられ、飛び級でリヨン大学の博士（Doctorat）課程に進学。首席で博士号を取得。博士論文『和解論』は現地でも高く評価され、リヨン市からヴェルメイユ賞碑を受け公費で出版された。1891年には、ドイツ・ベルリンの法律雑誌にもその書評が掲載されている。同論文はフランスでは法律百科事典に引用されており、現在もフランス民法の解釈論として通用している。ドイツのベルリンにも留学し、1890年（明治23年）8月に帰国すると、伊藤博文にブレーンとして重用された。
学者としては帝国大学法科大学（現東大法学部）教授の職務に専念するため、私学には出講しないつもりであったが、レオン・デュリー門下で薩埵正邦（法政大学創立者）とゆかりのある富井政章（薩埵の義理の兄）やリヨン留学時代に世話になった本野一郎（当時和仏法律学校講師）が横浜港の船内まで出向いて懇請したため、和仏法律学校の学監兼務を承諾した。以後20年間に渡り、学監、校長、初代総理として法政大学の設立、発展に大きく貢献した。なお「総理」と呼ばれたのは梅のみで、梅以降は「学長」、これが2代続いた後からは「総長」となる。東京専門学校（現早稲田大学）でも教鞭をとった。
帰国前に勃発していた民法典論争においては、結論的には裁判実務の統一及び不平等条約改正の便宜を重視して旧民商法断行論に立つも、法典そのものにはむしろ批判的で学者としての信念から詳細な学理的批判を加えており、しばしば梅が旧民法そのものを賞賛した断行派の代表であるかのように喧伝されるが俗説に過ぎないとも指摘される。法典断行論文においてさえ、「民法の欠点を挙ぐれば日も亦足らざるべし」とまで酷評し、
特に財産法の形式面を批判している（各論的には当時の『法学協会雑誌』「論商法」「論民法」に詳細）。あまりに批判的なことから、梅は「法典延期論者である」と評されることさえあったことは本人が認めている。しかし、そのように学者として公平誠実な態度を採ったことは、断行派の敗北にもかかわらず新民法起草者に選ばれる一因になった（民法典論争#梅謙次郎の断行論）。
梅は民商法起草においても拙速主義を採り、民法典の編別にも穂積・富井とは異なる意見も持っていたが（現行法と異なり、親族編を第二編に置くべきとする）、自説にはさほど執着せず、内容の不備は後の改正に委ね、法典施行を何よりも急ぐべきとする立場を維持し、完全主義の富井とは対照的であった。穂積の『法窓夜話』によると、梅は鋭敏な頭脳を持ち、法文の起草をするのが非常に迅速で、起草委員会では富井政章、穂積陳重の批評を虚心に聞き容れ、自説を改めた。しかし一たび起草委員会としての案が決まると、法典調査会では勇健な弁舌で反駁、弁解に努め、原案の維持を図った。これに対し富井は法文を沈思熟考の上起草し、起草委員三名の議論では容易に自説を改めなかったが、法典調査会では反対論を受け容れる姿勢を示した。それぞれ一理あるとの理解を示しつつ、梅の外弁慶と富井の内弁慶ぶりが対照的であり、「梅博士は、本当の弁慶」であったと回顧されている。
穂積、富井とともに、日本の民法典を起草した三人のうちの一人で、頭の回転の速い梅がいなければ、決して前後に矛盾の無い「今日ノ美法典」を見ることはなかったであろうとの評もあり、「日本民法典の父」といわれる。もっとも、梅は拙速主義の立場から民法の構成にはあまりこだわっていなかったため、編別には穂積・富井の考えがより強い影響力を持っていたと推測されている。特に、三名の起草委員の中で指導的立場に立ったのは穂積であった。一方で法典調査会での発言回数はトップを記録しており、梅は内容面よりもむしろ民法典の早期完成に寄与するところが大きかったようである。また、梅は抜群の頭の回転による速やかな論理操作を得意とする反面、牽強付会の強引な論法も目立ち、富井と異なり前後に矛盾の無い統一的・体系的説明は不得意であったという。全体的に出来が良い民法典の中でも例外的に梅が原案起草を担当した抵当権は錯雑としてわかりづらい、特に滌除は理屈倒れで機能していないと批判されている。担当箇所は法典調査会#民法起草体制参照。
それでもなお、伊藤博文（内閣総理大臣兼法典調査会総裁）は「穂積君」「富井君」と呼ぶ一方で、梅に対しては「梅先生」と呼び重用した。「空前絶後の立法家」「先天的な法律家」とも称され、日本の法学者の中で唯一、単独で切手（文化人シリーズ）になっているなどその功績を高く評価されている。
他にも商法、韓国の法典起草に加わったほか、行政面でも数多くの役職を兼任するなど、多方面で精力的に活動したが、50歳で急逝した。葬儀は、東京の護国寺で法政大学葬として執り行われた。
穂積、富井と異なり男爵になれなかったのは、早くに死去したため功績が充分世に認められなかったためであるという。

## 学説

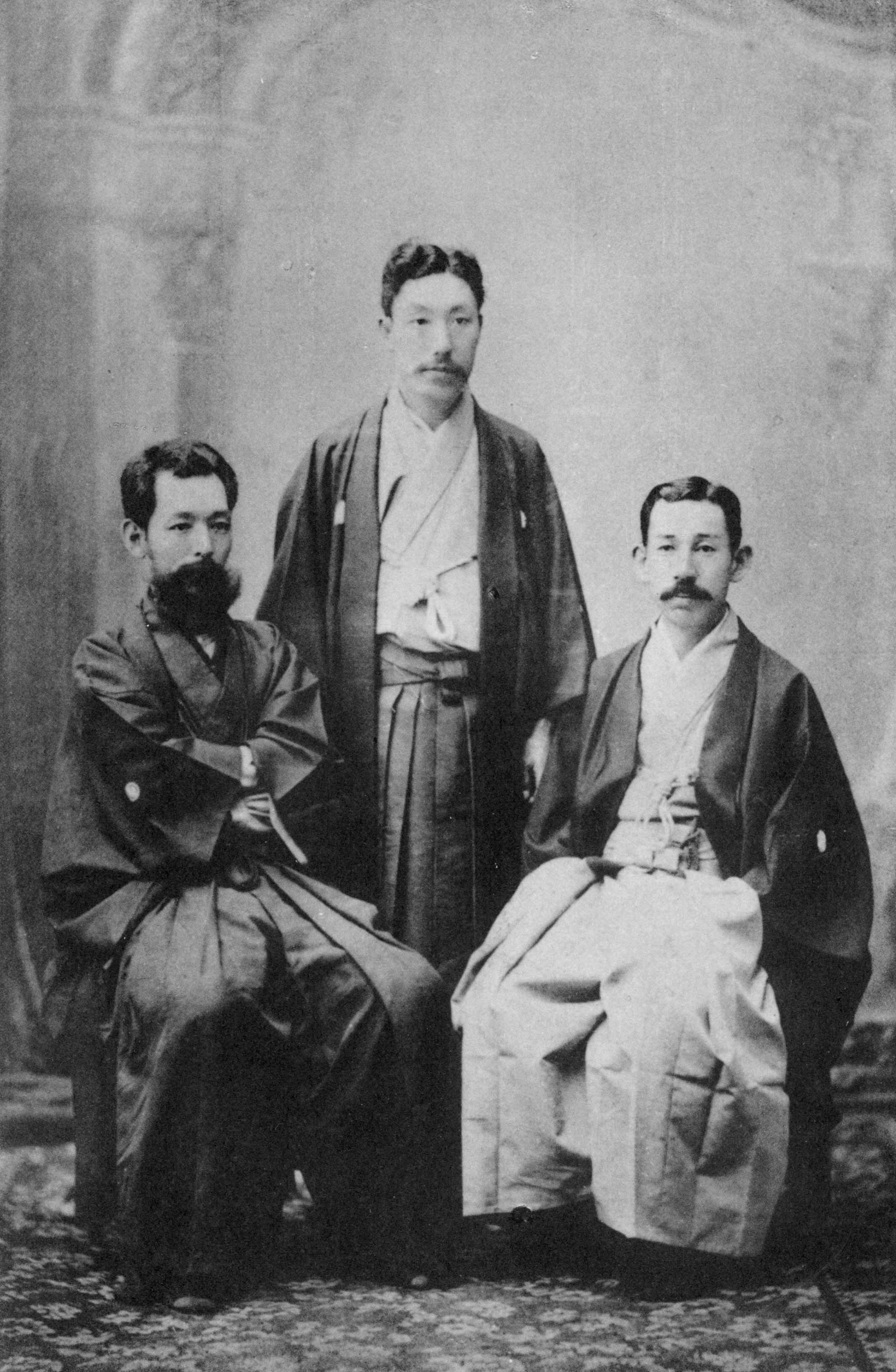
梅（中央）と富井政章（左）、穂積陳重（右）

アリストテレス、トマス・アクィナスを経た新自然法論を支持し、フランス法学に親和的な立場であった。梅が学んだフランス法の註釈学派は、自然法論を前提としつつも自然法が革命の原理たり得ることを否定し、一般意志によって表明された制定法こそ自然法であり、法律の解釈は、立法者の意思の探求とその演繹による体系化による法典の注釈にあるとしていたが、梅は、深淵な観念論を嫌い、制定法の枠内で実質的に妥当な解決を速やかに示す実務型の学者であった。穂積陳重は、梅の自然法論について、「現行法の規定中に自然法の根拠を求めて居るのであるから、本当の意味での自然法ではない」と評している。人為の成文法に根拠を求めるとするならば、それはもはや自然法ではないからである。梅自身も自然法という言葉を避け「理想法」といっているが、万古不変の法理をローマ法に求めたドイツのサヴィニーと本質的に大差無いとも評される。
しばしばフランス法系の学者の代表のように扱われることがあるが、ドイツ留学者でもあり、民法典起草に当たってはフランス民法典ではなくドイツ民法草案を最も重要な範に採ったと明言しているとも指摘されており、また「仏国法典は既に百年の星霜を経たるものであって、且其不完全の程度は確かに我法典より甚しいのであるから、之に適合する解釈法は必ずしも之を移して我民法典の解釈法とすることを得ない」とした上で、当時の日本の私法解釈方法につき、「大体に於てヴィントシャイド氏、デルンブルヒ氏等の意見と符節を合する」と述べている事に注意すべきであると指摘されている。
一方で、日本民法がもっぱらドイツ民法の模写であるという世評には反対しており、フランス法系の民法にも好意的な立場を示し、例としてスペイン民法典を挙げている。

## エピソード
司法省法学校時代、一週間で仏文教科書300ページを完全暗記し、答案にそのまま再現したため、かえって減点されてしまった。また、民法典に関しても、全条文を完全に暗記していた。
リヨン大学ではあまりに優秀であったため、ほかの日本人留学生までが「日本人には富井、梅のやうな法律の神様のやうな人間が居る」と現地学生に畏れられ、警戒されたというエピソードが伝えられている（飯塚茂太郎直話）。通常5年が必要なところ3年半の在学で卒業試験を受ける資格を与えられ、試験官の3頁にわたる論文を一字一句誤り無くよどみないフランス語で暗唱して、この記憶力は人間業ではないと教授たちを驚愕させたという。
食べ物ではとにかく鰻が大好物で、法政大学の理事会の食事は鰻定食が慣例となり、梅が渡韓した時の統監府では鰻代の出費が非常に増えた。

## 家族・親族
2歳年上の兄・梅錦之丞はドイツに留学後、日本人として初めて眼科の講義と診療を行い、東京大学医学部の初代眼科教授となった。森鷗外の『独逸日記』に出てくる「梅某」とは、この兄のことを指すと考えられている。
妻・兼子が、小泉八雲の妻・セツの縁戚（兼子の母方叔父の妻と従姉妹同士）であることから、1903年に東大が八雲を解雇した際（後任は夏目漱石）、梅は八雲の相談相手となり、翌1904年9月に八雲が死去した際には葬儀委員長も務めている。
- 高祖父・梅道竹 ‐ 松江藩医。出雲国加茂村 (鳥取県)の外科医・梅木家の二男に生まれ、長崎で本川道悦に外科を学び、帰郷後分家して梅姓を名乗る。松江で開業し、藩医として取り立てられる。[49]
- 曽祖父・梅道竹2代目 ‐ 初代の娘婿。藩医。初代同様長崎で学び、跡を継いだが40歳で早世。[50]
- 祖父・梅道竹3代目/梅栄（1798-1866） ‐2代目の子。長崎、大阪、江戸で学び、藩医として御目見から新番組に昇進。[50]
- 父・梅薫（1834-1905） ‐ 3代目の娘婿。藩医[51]、のち商人。出雲国野波村の医師・伊沢文省の二男として生まれ、梅家の養嗣子となり、薫に改名[49]。維新を経て1874年に上京し、呉服屋、薬屋、手拭屋に手を出しては次々と失敗、露天商となり、1877年には妻も亡くして生活困窮したが、子供たちの成功で後半生は豪奢な生活を送った[50]。
- 兄・梅錦之丞（1858-1886） ‐ 眼科医。28歳で病死。
- 妻・兼子 ‐ 松江藩士・松本理左衛門の三女[52]。松本家は初代道竹の頃よりの縁戚。15年間の内縁関係の末、1905年に入籍[50]。
- 長女・梅枝（1892-） ‐ 建築技師・板倉操一（板倉松太郎長男）の妻[53]
- 長男・緑（1893-1937） ‐ 東京帝国大学文科大学英文科中退。出生時に両親が未入籍であったため母方祖父の子として届けられ、のちに謙次郎の籍に養子として入った。謙次郎は緑の許嫁として板倉松太郎の三女・梅子（娘婿の妹）を養女とするも緑が母方のいとこと結婚したため、縁組は解消となった。[52][50]。
- 二男・震（1896-1970） ‐ 満洲中央銀行員。東京帝国大学法科大学卒。日本銀行出身で、敗戦時には満州中銀理事、同行清処理員として敗戦後の処理にもあたった。帰国後は秋田木材社長などを務めた。妻の文子は平岡浩太郎と西郷従道の孫。[54][50]
- 三男・徳（1897-1958） ‐弟と双子。岩波書店校正課長。東京帝大文学部選科中退。2度の交通事故により死去。[50]
- 四男・光（1897-） ‐ 徳と双子。京都帝国大学法経済学部卒業後、兄の徳と出版社を経営、兄の就職後横浜の会社に就職したが、その後台湾、満州へ渡った。[50]

## 略歴
- 藩校・修道館などを経て
- 1874年 一家で上京。
- 1875年 東京外国語学校（現東京外国語大学）に入学。
- 1880年 東京外国語学校仏語科を首席で卒業し、司法省法学校に編入。
- 1884年 司法省法学校を首席で卒業（第2期生）。
- 1885年 東京大学法学部教員。
- 1886年 フランス・リヨン大学の博士課程に国費留学。
- 1889年 リヨン大学で法学博士（docteur en droit）の学位を取得し、リヨン市からヴェルメイユ賞碑を受け、ドイツ・ベルリン大学に留学。
- 1890年 帰国。帝国大学法科大学（現東京大学法学部）教授。農商務省参事官兼務。和仏法律学校（現法政大学）学監。
- 1892年 民法商法施行取調委員[注 3]。
- 1893年 法典調査会民法起草委員。
- 1897年 東京帝国大学法科大学長、内閣法制局長官兼内閣恩給局長。
- 1899年 財団法人和仏法律学校校長。
- 1900年 文部省総務長官。
- 1901年 東京帝国大学法科大学教授。
- 1903年から1910年まで法政大学初代総理。
- 1906年 韓国統監だった伊藤博文に請われ韓国政府法律最高顧問に就任、法典編纂に携わる。
- 1910年 京城で腸チフスにより急逝、享年50。墓は護国寺にある。

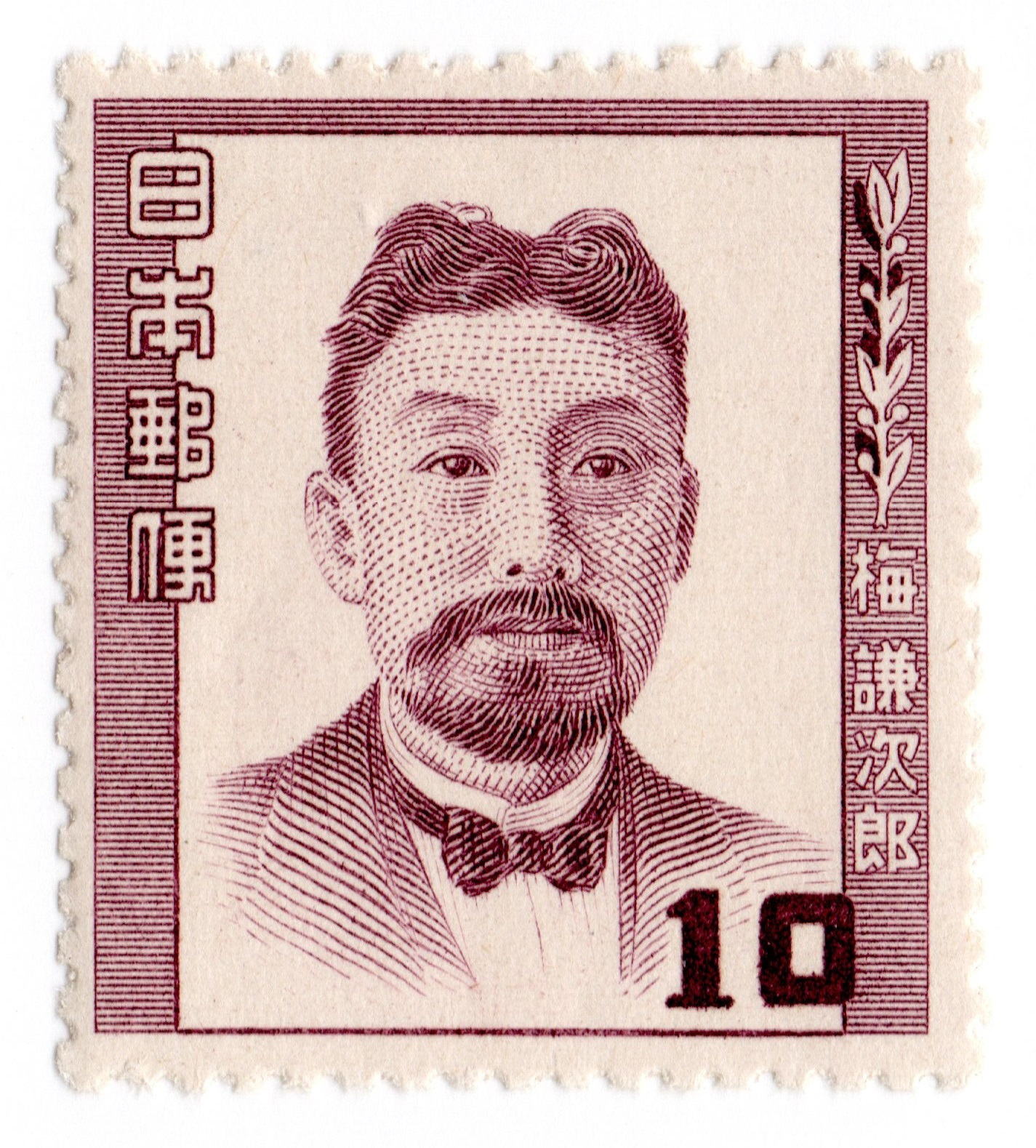
1952年（昭和27年）文化人切手

## 栄典
位階
- 1891年12月21日 - 正七位[55]
- 1894年2月28日 - 従六位[56]
- 1896年3月30日 - 正六位[57]
- 1897年11月20日 - 正五位[58]
- 1900年12月27日 - 従四位[59]
- 1906年2月10日 - 正四位[60]
- 1910年8月25日 - 従三位[61]

勲章等
- 1898年6月29日 - 勲三等旭日中綬章[62]
- 1903年5月21日 - 金杯一組[63]
- 1906年12月27日 - 勲二等瑞宝章[64]
- 1907年2月11日 - 旭日重光章[65]
- 1910年8月25日 - 勲一等瑞宝章[61]

外国勲章佩用允許
- 1896年12月17日 - オフィシエー・ド・ランストリュクシヨン・ピュブリック記章（フランス共和国）[66]
- 1908年
  - 6月1日 - 皇帝陛下即位礼式紀念章（大韓帝国）[67]
  - 11月24日 - 勲一等八卦章（朝鮮語版）（大韓帝国）[68]

## 著作
- 『梅謙次郎著作全集 CD版』 岡孝編、丸善、2003年

単著書
- De la transaction. L. Larose et Forcel, 1889.
  - 『和解論（仏語版）』 信山社出版〈日本立法資料全集〉、2002年8月、ISBN 4797247819
- 『日本売買法』 八尾書店、1891年10月
  - 『日本売買法』 新青出版、2001年12月、ISBN 4915995542
- 『民法 債権担保論』 六法講究会、1892年2月巻之一第一冊 ／ 1893年4月巻之一第二冊
  - 『民法債権担保論』 新青出版、2001年12月、ISBN 4915995550
- 『改正 商法講義:会社法 手形法 破産法』 明法堂ほか、1893年7月
  - 『改正商法〔明治26年〕講義』 信山社出版〈日本立法資料全集〉、1997年7月、ISBN 4797245700
- 『会社法綱要』 六法講究会、1894年8月第一冊
- 『民法要義』 和仏法律学校ほか、1896年6月巻之一 ／ 1896年9月巻之二 ／ 1897年7月巻之三 ／ 1899年4月巻之四 ／ 1900年9月巻之五
  - 『民法要義』 有斐閣、1984年9月（5冊）、ISBN 4641032912, 4641032920, 4641032939, 4641032947, 4641032955
  - 『民法要義』 信山社出版〈復刻叢書〉、1992年2月（5冊）、ISBN 4882614812, 4882614820, 4882614839, 4882614847, 4882614855
  - 『民法要義 巻之一 総則編』 桜町書院〈桜町復刻選書〉、2017年1月、ISBN 9784909122100
- 『民法講義』 帝国教育会編纂、明法堂ほか、1901年10月
  - 『民法講義』 信山社出版〈復刻叢書〉、1993年3月
- 『破産法案概説』 法学協会、1903年2月
- 『民法原理』 和仏法律学校ほか、1903年7月総則編巻之一 ／ 法政大学ほか、1904年6月総則編巻之二
  - 『民法原理』 信山社出版〈復刻叢書〉、1991年8月、ISBN 4882614596
- 『最近判例批評』 法政大学、1906年9月
  - 『最近判例批評続編』 法政大学、1909年5月
  - 『最近判例批評』 新青出版、1995年9月、ISBN 4915995046
- 『民法総則』 信山社出版〈復刻叢書〉、1990年7月、ISBN 488261071X
- 『民法原理 債権総則』 信山社出版〈復刻叢書〉、1992年2月、ISBN 488261460X
- 『民法〔明治29年〕債権』 信山社出版〈日本立法資料全集〉、1996年9月（3冊）、ISBN 4797245301, 479724531X, 4797245328
- 『日本民法和解論』 新青出版、2001年12月、ISBN 4915995569
- 『日本民法証拠編講義』 新青出版、2002年2月、ISBN 4915995577
- 『日本商法〔明治23年〕講義』 信山社出版〈日本立法資料全集〉、2005年8月、ISBN 4797249218
- 『民法債権 自第二章至第五章』 信山社出版〈日本立法資料全集〉、2023年3月、ISBN 9784797289794

共著書
- 『日本 商法義解』 本野一郎合著、金蘭社、1890年10月-1893年3月（5冊）
  - 『日本商法義解』 新青出版、2001年12月、ISBN 4915995534
- 『法典実施意見』 明法堂、1892年5月

編書
- 『法律辞書』 法典質疑会編纂、明法堂、1903年2月第一・第二 ／ 1906年10月第三
  - 『法律辞書〔明治36年〕』 法典質疑会編纂、信山社出版〈日本立法資料全集〉、1999年5月、ISBN 4797246340